# عشق در واقع… چیز مزخرفی است!
عشق در واقع… چیز مزخرفی است! (انگلیسی: Love Actually... Sucks!) یک فیلم هنگ کنگی است که در سال ۲۰۱۱ منتشر شد. از بازیگران این فیلم می‌توان به عثمان هونگ اشاره کرد.
این فیلم در ۴۷مین دورهٔ جشنواره بین‌المللی فیلم شیکاگو به‌نمایش درآمد.